# 禽肝病毒屬
禽肝病毒屬（Avihepadnavirus）又譯作鳥類肝去氧核糖核酸病毒屬，是肝病毒科的一個屬，主要感染對像是鳥類。
代表種：
- 鴨肝炎B型病毒(Duck hepatitis B virus, DHBV)，又譯作鴨B型肝炎病毒。

## 外部連結
- 微生物免疫學-Hepadnaviridae(肝病毒科) （页面存档备份，存于）